# 천금보모
《천금보모》(千金保姆)는 2014년 방송되었던 중국의 드라마이다.

## 소개
- 기억을 잃은 상속녀의 이야기를 다룬 로맨틱 코미디 드라마

## 등장 인물
- 장우혁 - 안강 역
- 남규리 - 쉐자바오 역
- 자나이량 - 강민량 역
- 마오쥔제 - 샤오마오마오 역
- 여송현 (Jackie Lui) - 루더송 역
- 서자천 (徐子芊) - 쉬샤오잉 역
- 유자명 (刘子鸣) - 쉬샤오휘 역
- 서미령 (徐美玲) - 디우선 역
- 조환우 (赵寰宇) - 위안팡 역
- 온옥연 (温玉娟) - 허다마 역
- 왕시괴 (王诗槐) - 허다쑤 역